# Pierre de Maucroix
Pierre de Maucroix, dit Trouillart (mort en 1418 à Senlis), est un écuyer, bailli et capitaine bourguignon actif pendant la guerre de Cent Ans et la guerre civile entre Armagnacs et Bourguignons. Originaire des environs de Senlis, peut-être Villers-Saint-Paul, il servit le duc de Bourgogne Jean sans Peur comme bailli et capitaine de Senlis (1411-1413, 1417-1418), capitaine de Pont-Sainte-Maxence et de Lucheux, et huissier d’armes du roi et du duc de Guyenne. Il joua un rôle déterminant dans la défense de Senlis contre les Armagnacs, organisant les fortifications et menant des actions militaires, notamment la capture de Guillaume de Saveuse en 1411. Mort en 1418 pendant le siège de Senlis, il fut honoré par la ville pour ses services, malgré des critiques sur sa cupidité.

## Biographie
Originaire des environs de Senlis, peut-être Villers-Saint-Paul où un Renaud de Maucrois, possible ancêtre, est attesté en 1237, Pierre de Maucroix, dit Trouillart, commença sa carrière comme écuyer et huissier d’armes du roi et du duc de Guyenne. 
En 1411, il fut nommé bailli et capitaine de Senlis par Jean sans Peur. Le 11 octobre 1411, il présida une assemblée pour ordonner des réparations urgentes aux fortifications, se plaignant de ses gages de 40 livres tournois. Les habitants lui offrirent un roussin de 60 livres pour le retenir.
Le même mois, Trouillart mena une expédition dans le Valois avec Pierre de Quiret et 120 combattants, défaisant 60 Orléanais et capturant Guillaume de Saveuse, qu’il ramena à Senlis. En 1412, il refusa l’entrée de la ville au duc d’Orléans, renforçant les défenses avec des moulins à chevaux pour pallier la destruction des moulins à eau. 
En 1413, il fut remplacé par Pierre de Précy comme bailli, mais resta actif dans la région.
En 1417, après la soumission de Senlis au duc de Bourgogne, Trouillart fut rétabli comme bailli et capitaine par Jean de Luxembourg. Il organisa la défense lors du siège de Senlis (1418), présidant des assemblées pour financer les fortifications et réquisitionner des vivres. Avec Mauroy de Saint-Léger et Jean, bâtard de Thiant, il coordonna des sorties contre les Armagnacs, détruisant leurs travaux de siège et faisant des prisonniers. Malgré une situation critique, il refusa des offres de paix trop dures, attendant une armée de secours.
Trouillart mourut probablement en 1418, pendant le siège de Senlis d'après l'historien Jean-Marc Popineau . 
En janvier 1419, il fut remplacé par le Jean, bâtard de Thiant, à qui la ville offrit une houppelande, un honneur également accordé à Trouillart. En 1425, son tuteur, David de Brimeu, réclama 300 livres prêtées par Trouillart aux attournés de Senlis.